# Державний музей історії космонавтики імені К. Е. Ціолковського

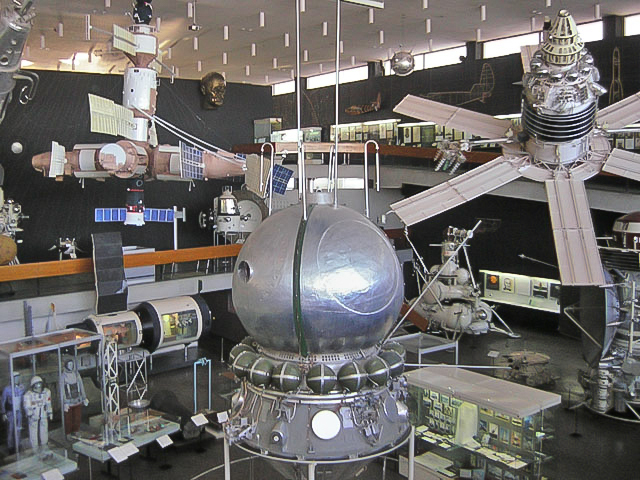
Зал ракетно-космічної техніки

54°31′02″ пн. ш. 36°13′50″ сх. д. / 54.5172° пн. ш. 36.2306° сх. д.
Державний музей історії космонавтики імені К. Е. Ціолковського (рос. Государственный музей истории космонавтики имени К.Э.Циолковского) в Калузі — перший в світі і найбільший у Росії музей космічної тематики, створений за безпосередньої участі С. П. Корольова та Ю. О. Гагаріна.

## Загальна інформація
13 червня 1961 Ю. А. Гагарін заклав перший камінь у фундамент будівлі майбутнього музею . Музей був відкритий для відвідувачів у 1967 році. Архітектори — Б. Г. Бархин, Є. І. Кірєєв, Н. Г. Орлова, В. А. Строгий, К. Д. Фомін. Мозаїка «Підкорювачі космосу» у вестибюлі музею створена А. В. Васнєцовим із смальти і натурального каменю.
У 1960 році — музей був визначений науково-методичним центром з координації діяльності музеїв СРСР космічного профілю, а в 1979 році отримав статус науково-дослідної установи. У 1993 році Державний музей історії космонавтики імені К. Е. Ціолковського був віднесений до найбільших культурно-освітніх установ, що мають особливу суспільну значимість.
21 червня 1973 на території калузького музею космонавтики на 38 метрів вже виросла дублююча копія (НЕ макет) гагарінського «Восток-1», створеної на основі ракети-носія Р-7.
Експозиції музею розкривають історію повітроплавання, авіації, ракетно-космічної техніки. Вичерпним чином представлено наукова спадщина Костянтина Едуардовича Ціолковського, основоположника теоретичної космонавтики, видатного винахідника, автора праць з філософії та соціології. Представлені зразки техніки майбутнього (літак, дирижабль, ракета, ефірні поселення), обґрунтовані вченим.
З 1966 року музей проводить «Наукові Читання» пам'яті К. Е. Ціолковського.

## Зал ракетно-космічної техніки музею
В залах музею можна познайомитися з вітчизняною історією практичної космонавтики, від першого штучного супутника Землі до сучасних довготривалих орбітальних станцій. Це історія становлення ракетної техніки в СРСР, починаючи з 1920-х років, діяльність видатних головних конструкторів С. П. Корольова, В. П. Глушка, В. Н. Челомея, С. А. Косберга, Г. М. Бабакіна, О. М. Ісаєва та інших. Це дослідження Місяця і планет Сонячної системи за допомогою автоматичних міжпланетних станцій. Це пілотована космонавтика від Востока до Бурана. Це історія ракет-носіїв і колекція ракетних двигунів.
У музеї встановлений макет базового блоку орбітальної станції «Мир», який відкритий для відвідування.

## Підрозділи музею
До складу Державного музею історії космонавтики імені К. Е. Ціолковського, крім самого музею, також входять: 
- Будинок-музей К. Е. Ціолковського в Калузі
- Планетарій.
- Будинок-музей О. Л. Чижевського в Калузі
- Музей-квартира К. Е. Ціолковського в Боровську